# Wiert Hendrik Leemhuis
W.H. (Hein) Leemhuis (Groningen, 8 juli 1899 – Draguignan, 3 juni 1963) was een Nederlands kunstschilder en zakenman.

## Kunstschilder
Al op negenjarige leeftijd werd Leemhuis leerling van Academie Minerva in Groningen. Hij bezocht tot 1913 de aanvangscursus (D) waar op woensdag- en zaterdagmiddagen onder leiding van C.P. de Wit werd gewerkt. Onder zijn klasgenoten was in 1911 George Martens. Tussen 1914 en 1935 was Leemhuis onder andere medeoprichter van De Spar. Hij onderhield contact met verschillende Ploeg-leden, maar kon pas in 1935 zijn artistieke werk hervatten. Hij volgde groepslessen bij Johan Dijkstra in diens atelier aan de Prinsenhof te Groningen. Met onder anderen Siep Bouwma en Jan Kuiler werd er gewerkt naar model en aan stilleven en portret. In januari 1939 zond Leemhuis zijn werk ter beoordeling en op 17 maart werd hij werkend lid. De notulen doen er verslag van: "H. Leemhuis, telefonisch gewaarschuwd, verschijnt ter vergadering en geeft royaal eenige rondjes". In de volgende vergadering bleek voorzitter Jordens het secretariaat, dat hij naast het voorzitterschap vervulde, aan Leemhuis te hebben overgedragen. Leemhuis vervulde deze functie tot in 1941 en vervolgens vanaf de eerste vergadering in 1945. Tijdens de tijdelijke opheffing van De Ploeg werd huize Leemhuis een belangrijk verzamelpunt voor de leden. Er werd in de oorlogsjaren gewerkt naar model: schrijvers, dichters en toneelspelers uit het hele land verzorgden clandestien 'artistieke' avonden. De verplichte verduisteringsgordijnen -helaas verloren gegaan- in huize Leemhuis werden door Jan van der Zee van decoratie voorzien. Hendrik de Vries herinnerde zich later hoe Leemhuis "de vereniging door de hachelijke bezettingsjaren heen loodste, de Cultuurkamer telkens met kluitjes het riet in sturend, en de schilders helpend aan hun onmisbare materialen en meer dan dat". In april 1945 nam Leemhuis het secretariaat van De Ploeg weer op zich en werd hij actief bestuurder. Hij was bestuurslid van het in 1945 opgerichte Kunstcentrum Prinsenhof, lid van het dagelijks bestuur van het Groninger Museum, medeoprichter en vicevoorzitter van de stichting Kunst en Bedrijf en, vanaf 1951 tot kort voor zijn dood in 1963, voorzitter van De Ploeg.
Naast landschappen, portretten en figuren maakte Leemhuis vooral stillevens. Belangrijkste motief daarin vormen bloemen die, vaak in een witte kan of vaas, in de rijke kleurenweelde het beeldvlak vullen of een compositorisch samenspel aangaan met een gedeeltelijk zichtbaar interieur. In zijn landschappen was Leemhuis gevoelig voor sfeer, wat soms blijkt uit de soms tekenachtige behandeling en het kleurgebruik. Leemhuis ontwikkelde een stijl en een handschrift dat, zeker in zijn latere werk, verwant is aan het neo-impressionisme. Beide zijn een onderdeel van het impressionisme. Zijn palet ontwikkelde zich in de loop der jaren van het tijdelijk gebruik van pasteltinten, via een expressief kleurgebruik naar een rijk, 'luxueus en fluwelig' coloriet. De pers ontving zijn werk aanvankelijk (1939) welwillend. De critici hadden voorkeur voor zijn bloemstillevens, die als 'kloek' en 'met kleurgevoeligheid geschilderd' werden omschreven. Cornelis Veth beoordeelde zijn inzending voor Dordrecht: "Landschappen bloemstukken, met kleur van sterke expressie, vlot en raak van schildering. Mej. A.M. Dommering constateerde een jaar later in Het Nieuwsblad van het Noorden 'aanmerkelijke vorderingen' in zijn werk, illustratief hiervoor zijn het landschap 'Korenschoven' uit 1942-1943 en het stilleven 'Pioenrozen' uit 1943. Ook de komende jaren ondergaat Leemhuis' werk een stilistische en coloristische ontwikkeling. Hendrik de Vries schreef in 1960 en 1963 hierover: 'Het meest intiem is Leemhuis in z'n bloemstukken [..], er is lyrische gelukstemming in dit werk, dat opnieuw en meer dan ooit de sfeer van 'la douche France' geeft."

## De Spar
Op 3 juli 1931, na het overlijden van zijn vader werd Leemhuis directeur van de N.V. Eerste Groningse Handelsmaatschappij. Na aanvankelijk enkele bijzonder moeilijke jaren met steeds dalende omzetten en winsten, sloot Leemhuis zich in 1933 aan bij het vrijwillig filiaalbedrijf De Spar. Het in 1932 door de heer A.J.M. van Well te Zoetermeer in Nederland ingevoerde Sparsysteem is duidelijk een redding geweest voor de zelfstandige groot- en kleinhandel. Van oorsprong luidde het motto van de organisatie 'Door Eendrachtig Samenwerken Profiteren Allen Regelmatig', waaruit het acroniem DE SPAR is ontstaan, later ten gevolge van het toetreden tot de internationale markt verkort tot SPAR. Dat Leemhuis steeds een vooruitziende blik heeft gehad, blijkt reeds uit het feit, dat hij als derde grossier in Nederland zich heeft aangesloten bij De Spar. Na de heer Van Well trad toe de heer Schuller uit Nijmegen. Dit driemanschap, Van Well, Schuller en Leemhuis, kan worden beschouwd als de grote voorvechters voor het behoud van de zelfstandige middenstand in de levensmiddelenhandel.
De N.V. Eerste Groningse Handelsmaatschappij was oorspronkelijk gevestigd in de Nieuwe Ebbingstraat 42a te Groningen van 1908 tot 1952. In het grote pand bevond zich het woonhuis op de eerste verdieping. De pakhuizen bevonden zich achter het woonhuis in de Zuider Kerkstraat. De zaken gingen zo goed dat in 1952 een geheel nieuw pand werd gebouwd in de Struisvogelstraat 1 te Groningen. In 1956 werd dit pand weer te klein zodat nieuwe magazijnen bijgebouwd moesten worden. Na het overlijden van Leemhuis in 1963 werd in in 1967 een nieuw distributiecentrum voor kruidenierswaren op de Bloemakkers 4 in Gieten in gebruik genomen. Op deze locatie staat nog steeds een groot distributiecentrum thans opererend onder de naam COOP. In 2020 kent de SPAR 13.000 winkels in 48 landen.

## Oorlogsdagboek 1942-1945
De oorlogsjaren waren een spannende en angstige tijd voor iedereen. Op ieder moment van de dag werden mensen door de bezetter opgepakt en weggevoerd. Leemhuis besefte dat dit een uitzonderlijke tijd was en besloot per dag zijn ervaringen op te schrijven. Dit document geeft een unieke inkijk hoe het leven in Groningen tijdens de bezetting van Nederland tijdens de Tweede Wereldoorlog werd geleid.
Een kopie van dit dagboek is te vinden in het Bureau voor Oorlogsdocumentatie te Groningen.

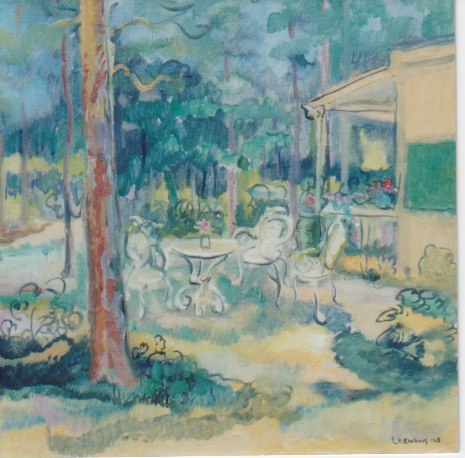
W.H. Leemhuis, Molenduin 1948
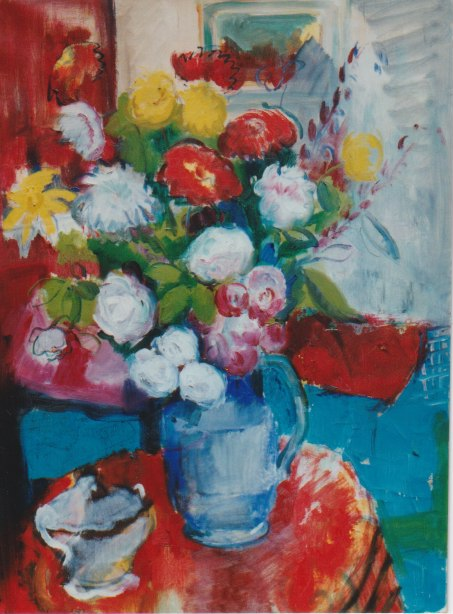
W.H. Leemhuis, Stilleven met bloemen
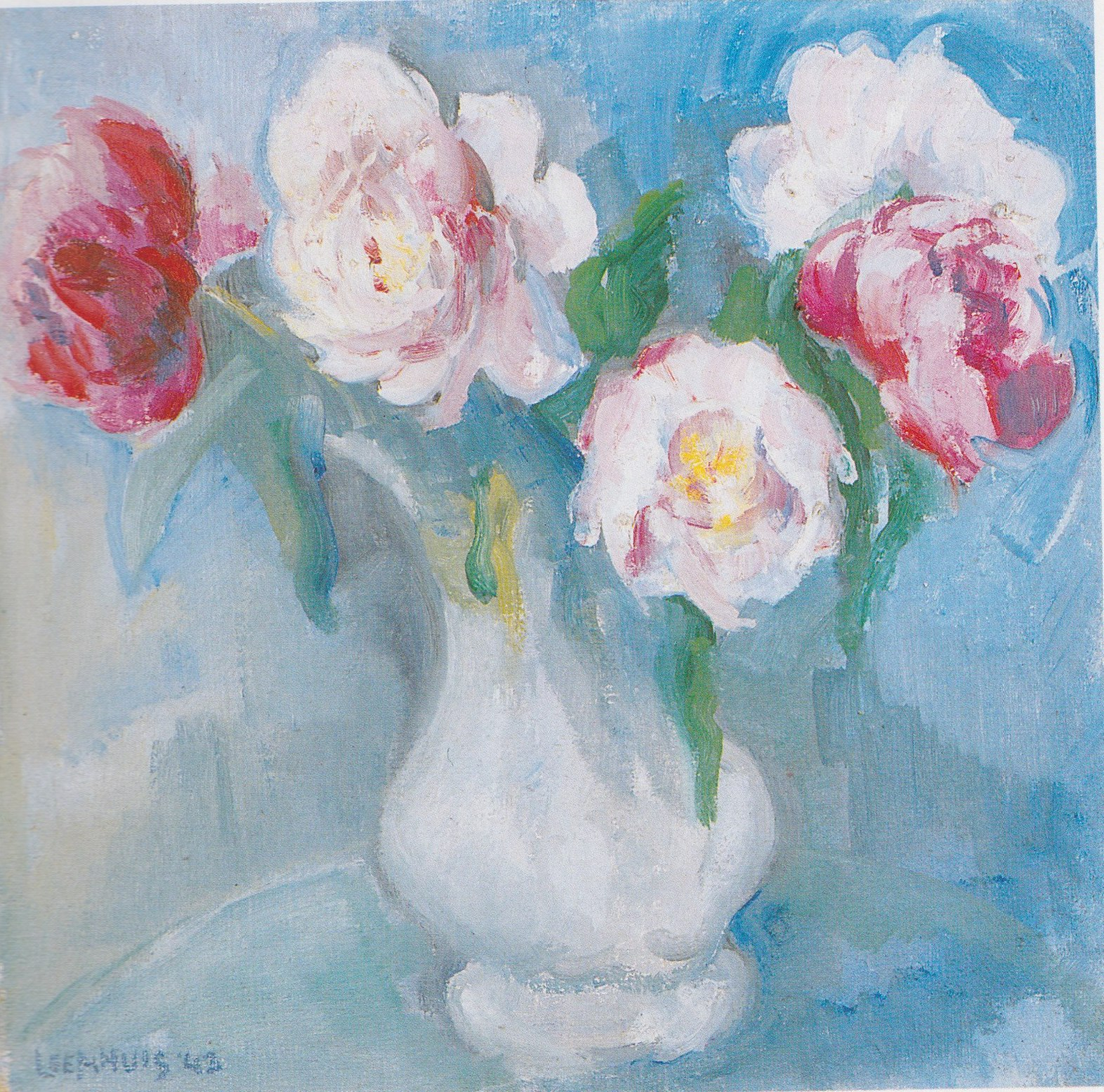
W.H. Leemhuis, Pioenrozen in witte vaas 1943
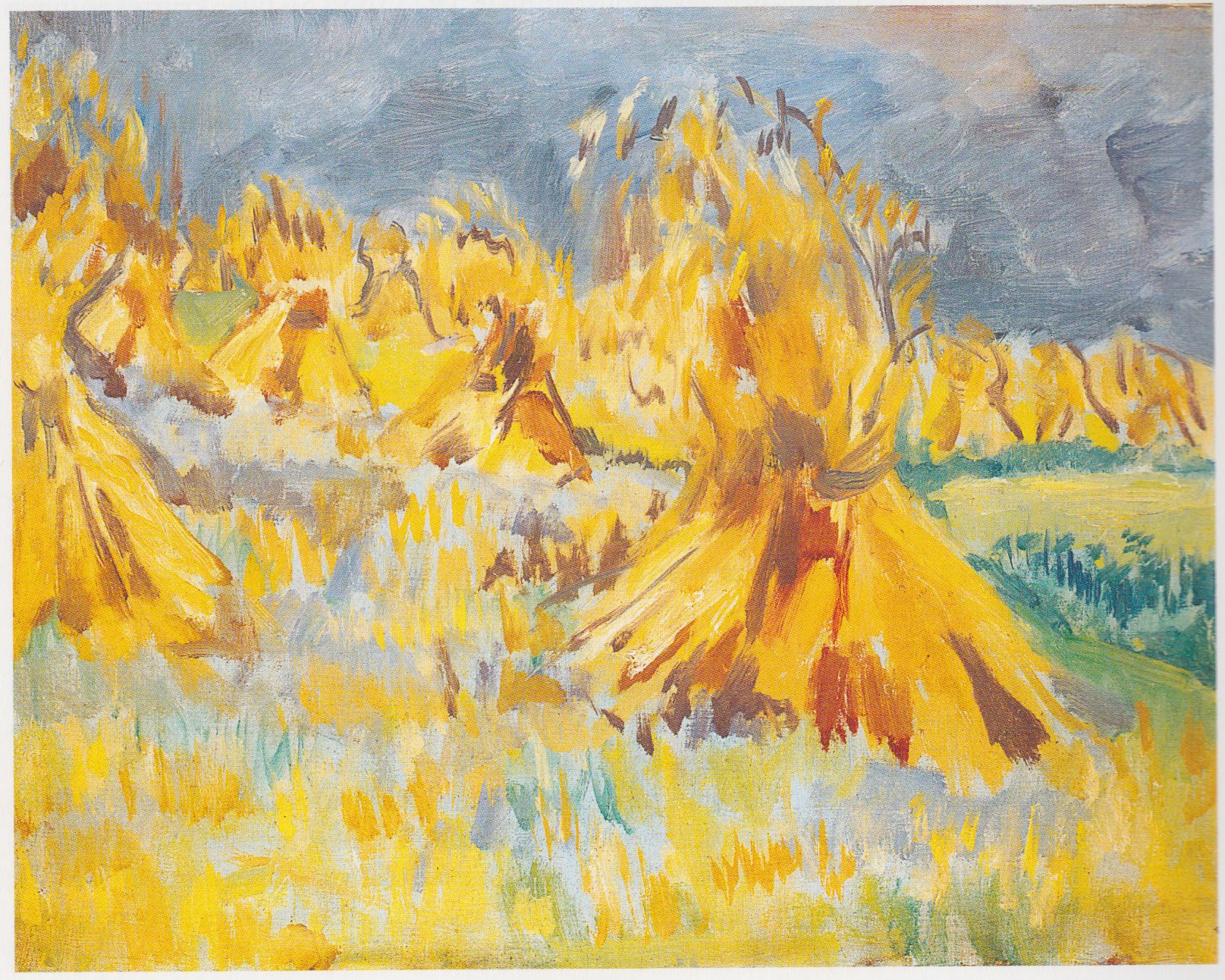
W.H. Leemhuis, Korenschoven 1942-1943